# Atropacarus obesus
Atropacarus obesus är en kvalsterart som först beskrevs av Wojciech Niedbała 1983.  Atropacarus obesus ingår i släktet Atropacarus och familjen Phthiracaridae. Inga underarter finns listade.